# Arycanda subradiata
Arycanda subradiata là một loài bướm đêm trong họ Geometridae.